# Joan de Girgio Vitelli
Joan de Giorgio Vitelli i Simon (Alguer 1870 - Roma? 1916) escritor y abogado italiano.
Fue un personaje importante de la Renaixença catalana en Alguer. Trabajó para el Ministerio del Interior de Italia y fue nombrado prefecto de Rávena en 1913. 
En 1887 ayudó al arqueólogo Eduardo Toda y tradujo al idioma catalán a Dante Alighieri, Giacomo Leopardi y Giosuè Carducci.